# George Mitchell (Kornettist)
George „Little Mitch“ Mitchell (* 8. März 1899 in Louisville (Kentucky); † 27. Mai 1972 in Chicago) war ein amerikanischer Kornettist und Trompeter des Hot Jazz.

## Leben und Wirken
Mitchell begann mit zwölf Jahren in der Schulband, die Tagesschlager auf der Trompete zu spielen. Dann tourte er mit einer regionalen Band durch Kentucky und arbeitete mit Minstrel Shows in den Südstaaten, bevor er 1919 nach Chicago zog. Dort war er Mitglied der Bands von Tony Jackson (1920), Carroll Dickerson (1923 bis 1924), Doc Cook (1926 bis 1927) und Dave Peyton (1927), nahm aber auch mit Jimmie Noone (1928 bis 1929), Lil Hardin Armstrong (1926, New Orleans Wanderers/New Orleans Bootblacks), Kid Ory (1926) und Johnny Dodds (1927) auf. 1926 und 1927 gehörte er zu Jelly Roll Mortons „Red Hot Peppers“, mit denen er jazzhistorisch bedeutende Interpretationen wie „Dead Man Blues“, „The Pearls“ oder „Steamboat Stomp“ einspielte. Er nahm leider nie unter eigenem Namen auf, machte aber auch zwei Aufnahmen mit Luis Russells Hot Six. Von 1929 bis 1931 gehörte er zeitweilig zur Band von Earl Hines und gab, als während der Wirtschaftskrise die Arbeitsbedingungen für Jazzmusiker schwierig wurden, 1934 den Beruf auf, um als Bankbote zu arbeiten.
Martin Kunzler zufolge schätzten ihn die Musiker als „großen Lehrer und Trompeter“ (Jonah Jones). Doch wurde vom breiten Publikum „das sensitive, swingende Trompetenspiel George Mitchells mit seiner klaren, übersichtlichen Chorusarbeit nicht genügend wahrgenommen“, so dass er „im Schatten von King Oliver, Louis Armstrong und Henry Red Allen“ blieb.

## Lexigraphische Einträge
- Carlo Bohländer, Karl Heinz Holler: Reclams Jazzführer (= Reclams Universalbibliothek. Nr. 10185/10196). Reclam, Stuttgart 1970, ISBN 3-15-010185-9.
- Leonard Feather, Ira Gitler: The Biographical Encyclopedia of Jazz. Oxford University Press, New York 1999, ISBN 0-19-532000-X.
- Martin Kunzler: Jazz-Lexikon. Band 2: M–Z (= rororo-Sachbuch. Bd. 16513). 2. Auflage. Rowohlt, Reinbek bei Hamburg 2004, ISBN 3-499-16513-9.